# Sant Quintí de Puig-rodon
Sant Quintí de Puig-rodon és una antiga parròquia del municipi de Campdevànol, que està situada a la serra de Sant Marc, a 1.122 metres d'altitud sobre el nivell del mar. Es troba a la comarca del Ripollès.

## Història i demografia
La parròquia va ser una donació que va fer el comte Bernat II de Besalú al monestir de Ripoll el 1096 i passà a formar part de la baronia del monestir.
Sempre ha estat un lloc amb poca població, tot i que a partir del segle xv va tenir una parròquia agregada: la de Sant Pere d'Auira. El 1868, es va unir a la parròquia de Sant Llorenç de Campdevànol. El 1626 només hi vivien 7 famílies i el 1787 hi vivien 10 famílies. El 2011 tenia un total de 12 habitants.

## Patrimoni i turisme
L'església és un edifici romànic del segle xii i forma un conjunt juntament amb la rectoria, unes capelles laterals i un alt campanar que s'acaba amb una teulada de doble vessant. La part més externa de l'església fou construïda als segle xvii i XVIII. A l'església també hi ha adossada una sagristia.